# Седельниково (станция)
Седе́льниково — грузовая станция Свердловской железной дороги в Сысертском городском округе Свердловской области, главная станция южного грузового обхода Екатеринбургского узла.

## Описание
Станция Седельниково основана в 1977 году для обслуживания транзитных грузопотоков. Это главная станция южного грузового обхода Екатеринбургского железнодорожного узла.
На станции имеется оборотное локомотивное депо (продолжается реконструкция[когда?]

).
На станции не останавливаются пассажирские поезда дальнего следования, а пригородное сообщение представлено электропоездами служебного назначения, также присутствует движение почтово-багажных поездов.

## Посёлок Станция Седельниково
При станции располагается одноимённый с ней жилой посёлок Станция Седельниково, построенный для работников, обслуживающих железнодорожную станцию. Посёлок делится на жилую и станционную части.

## Окрестности
В окрестностях станции и станционного посёлка расположены хвойные леса и скалы-останцы.
В виду посёлка, к западу от него, у дороги в сторону соседнего посёлка Шабровский, расположена гора Высокая, на вершине которой имеется достопримечательность под названиями Змеиная горка или Шабровские каменные палатки. Это скальные останцы высотой 6–7 метров с необычным для останцов отрицательным уклоном. Название «Змеиная горка» эти останцы получили, потому что там видели греющихся на камнях змей. Эти скалы находятся в пешей доступности также от посёлка Шабровский, куда ходит автобус из Екатеринбурга.
Соседние населённые пункты: посёлок Шабровский, сёла Горный Щит, деревни Большое Седельниково и Малое Седельниково.